# 尤奥扎斯·马纽希斯
尤奥扎斯·安东诺维奇·马纽希斯（俄语：Юозас Антонович Манюшис；1910年12月12日（格里历：12月25日）—1987年3月17日），立陶宛人，苏联党和国家领导人，经济学博士学位。曾任维尔纽斯市副市长，考纳斯市市长，立陶宛苏维埃社会主义共和国建设部长、城乡建设部长、立共中央书记处书记，立陶宛苏维埃社会主义共和国最高苏维埃主席团主席等职务。

## 生平
- 1910年12月12日（格里历：12月25日）出生于莫吉廖夫省姆斯季斯拉夫区马尔科夫卡村的一个立陶宛裔农民家庭。
- 1927年-1931年，明斯克师范学院学习。
- 1931年-1932年，白俄罗斯青年劳工学院教师。
- 1932年-1938年，列宁格勒古比雪夫交通学院学习。
- 1938年-1941年，苏联内务人民委员会公路总局下属乌克兰路桥公司驻基辅和别尔季切夫市高级工程师；列宁格勒Soyuzdorproekt公司设计师。
- 1941年-1944年，苏联红军服役，参加列宁格勒保卫战。
- 1944年-1947年，维尔纽斯市计划委员会副主席。期间，1946年-1947年，维尔纽斯市副市长。1945年加入联共（布）。
- 1947年-1950年，考纳斯市市长。
- 1950年-1954年，立陶宛苏维埃社会主义共和国住房和建设部部长。
- 1954年-1955年，立陶宛苏维埃社会主义共和国城乡建设部部长。
- 1955年-1967年4月，立共中央工业委员会书记。期间，1962年12月-1964年12月，立共中央工业委员会主席。
- 1967年4月-1981年2月，立陶宛苏维埃社会主义共和国部长会议主席。1970年获经济学博士学位。
- 1981年1月-1985年，立陶宛苏维埃社会主义共和国科学院经济研究所所长。
- 1985年起退休，享受维尔纽斯市联邦养老金待遇。
- 1987年3月17日于维尔纽斯逝世，享年76岁。葬于安塔卡尔尼斯公墓。

马纽希斯是苏共24-25大代表，第24-25届中央候补委员；第6-10届苏联最高苏维埃民族院代表。

## 荣誉
- 两次列宁勋章
- 十月革命勋章
- 二级卫国战争勋章
- 三次劳动红旗勋章
- 荣誉勋章
- 保卫列宁格勒奖章
- 1941-1945年伟大卫国战争中忘我劳动奖章
- 1941-1945年伟大卫国战争战胜德国奖章
- 1941-1945年伟大卫国战争胜利二十周年奖章
- 1941-1945年伟大卫国战争胜利三十周年奖章
- 1941-1945年伟大卫国战争胜利四十周年奖章